# Denens
Denens is een gemeente en plaats in het Zwitserse kanton Vaud, en maakt deel uit van het district Morges.
Denens telt 643 inwoners.